# غيل بلخير (دوعن)
'

تعديل مصدري - تعديل

غيل بلخير هي إحدى قرى عزلة صيف بمديرية دوعن التابعة لمحافظة حضرموت، بلغ تعداد سكانها 262 نسمة حسب تعداد اليمن لعام 2004.